# Länsväg 144
De Zweedse weg 144 (Zweeds: Länsväg 144) is een provinciale weg in de provincie Gotlands län in Zweden en is circa 25 kilometer lang. De weg ligt op het eiland Gotland.

## Plaatsen langs de weg
- Ljugarn
- Stånga
- Hemse

## Knooppunten
- Länsväg 143 bij Ljugarn
- Länsväg 142 bij Hemse (einde)